# En Éxtasis Tour
En Éxtasis Tour fue la tercera gira de conciertos en general y segunda internacional de la cantante y actriz mexicana Thalía. Para 1996 el éxito internacional de Thalía se consolidaba gracias a su álbum "En éxtasis" y la transmisión de la telenovela María la del Barrio, lo cual la lleva a realizar una extensa gira de conciertos en las principales capitales de Centro, Sudamérica, y Asia y como algo inédito, es la primera cantante mexicana en realizar conciertos en Filipinas e Indonesia, donde gozaba de gran popularidad gracias al éxito de la telenovela Marimar.

## Recepción
Un comentarista del diario El Comercio, se refirió a su presentación en Ecuador, que Thalía "mostró sus mejores cualidades: supo acercase al público y encontrar el contacto necesario."
La asistencia al concierto de Ecuador, en el Coliseo General Rumiñahui fue de 15,000 personas. Su presencia en la Feria de la Molina, en Perú, convocó un estimado récord de 100,000 personas.

## Repertorio
1. "Introducción" (contiene elementos de Un pacto entre los dos)
2. "Medley":
  1. "Fuego cruzado"
  2. "Amarillo azul"
  3. "En la intimidad"
  4. Pienso en ti
  5. "Saliva"
  6. "Sudor"
3. "Llévame contigo"
4. "Te quiero tanto"
5. "Gracias a Dios"
6. "Quiero hacerte el amor"
7. "Bésame mucho"
8. "Sabor a mí"
9. "Me faltas tú"
10. "Te dejé la puerta abierta"
11. "Amándote"
12. "Medley":
  1. "Sangre"
  2. "Love"
13. "Juana"
14. "Marimar"
15. "María la del barrio"
16. "Piel morena"

| Perú 1996, Feria de la Molina |
| --- |
| 1. "Un Pacto entre los Dos" 2. "Medley": 1. "Fuego cruzado" 2. "Amarillo azul" 3. "En la Intimidad" 3. "Pienso en Ti" 4. "Me faltas tú" 5. "Saliva" 6. "Sudor" 7. "Gracias a Dios" 8. "Quiero Hacerte el Amor" 9. "Sangre" 10. "Love" 11. "Marimar" (Remix) 12. "Amándote" 13. "Juana" 14. "Piel Morena" 15. "Maria la del Barrio" |

| Ecuador 1996, Coliseo General Rumiñahui |
| --- |
| 1. "Introducción" (contiene elementos de "Un Pacto entre los Dos") 2. "Medley": 1. "Fuego cruzado" 2. "Amarillo azul" 3. "En la Intimidad" 3. "Pienso en Ti" 4. "Me Faltas Tú" 5. "Saliva" 6. "Sudor" 7. "Gracias a Dios" 8. "Quiero Hacerte el Amor" 9. "Sangre" 10. "Love" 11. "Marimar" (Remix) 12. "Amándote" 13. "Juana" 14. "Piel Morena" 15. "Maria la del Barrio" |

| Filipinas 1996, Folk Arts Theater |
| --- |
| 1. "Marimar" 2. "Amándote" 3. "Piel Morena" 4. "Sabor a Mi" 5. "Bésame Mucho" 6. "Quiero Hacerte el Amor" 7. "Juana" 8. "Maria la del Barrio" 9. "Marimar" |

| Filipinas 1996, Coliseo Smart Araneta |
| --- |
| 1. "Introducción" (contiene elementos de "Un Pacto entre los Dos", "Piel Morena", "Amándote") 2. "Medley": 1. "Fuego cruzado" 2. "Amarillo azul" 3. "En la Intimidad" 3. "Saliva" 4. "Sudor" 5. "Gracias a Dios" 6. "Quiero Hacerte el Amor" 7. "Sabor a Mi" 8. "Bésame Mucho" 9. "Sangre" 10. "Love" 11. "Macarena" 12. "Marimar" 13. "Amándote" 14. "Juana" 15. "Piel Morena" 16. "Maria la del Barrio" 17. "Marimar" |

| Filipinas 1997, Coliseo Smart Araneta |
| --- |
| 1. "Introducción" (contiene elementos de "Un Pacto entre los Dos") 2. "Medley": 1. "Fuego cruzado" 2. "Amarillo azul" 3. "En la Intimidad" 3. "Tender Kisses" 4. "Tell Me" 5. "Sangre" 6. "Love" 7. "Saliva" 8. "Sudor" 9. "I Found Your Love" (english version of "Gracias a Dios") 10. "Amándote" 11. "You are still on my mind" (english version of "Quiero Hacerte el Amor") 12. "Bésame Mucho" 13. "Nandito Ako" 14. "Piel Morena" 15. "Juana" 16. "Chika lang (El venao)" 17. "Marimar" 18. "Maria la del Barrio" |

| Argentina 1997, Teatro Gran Rex |
| --- |
| 1. "Introducción" (contiene elementos de "Un Pacto entre los Dos") 2. "Medley": 1. "Fuego cruzado" 2. "Amarillo azul" 3. "En la Intimidad" 3. "Saliva" 4. "Sudor" 5. "Llevame contigo" 6. "Gracias a Dios" 7. "Quiero Hacerte el Amor" 8. "Bésame Mucho" 9. "Me Faltas Tú" 10. "Te Deje la Puerta Abierta" 11. "Te Quiero Tanto" 12. "Amándote" 13. "Marimar" 14. "Amor a la Mexicana" 15. "Maria la del Barrio" 16. "Piel Morena" (Hitsmakers Remix) |

| Perú 1997, Feria de la Molina |
| --- |
| 1. "Introducción" (contiene elementos de "Un Pacto entre los Dos") 2. "Medley": 1. "Fuego cruzado" 2. "Amarillo azul" 3. "En la Intimidad" 3. "Saliva" 4. "Sudor" 5. "Llevame contigo" 6. "Te Quiero Tanto" 7. "Quiero Hacerte el Amor" 8. "Gracias a Dios" 9. "Te Deje la Puerta Abierta" 10. "Amándote" 11. "Juana" 12. "Marimar" (Remix) 13. "Amor a la Mexicana" 14. "Maria la del Barrio" 15. "Piel Morena" (Hitmakers Remix) |

## Difusiones y grabaciones
En algunas ciudades se realizaron transmisiones en directo por televisión abierta, como es el caso de uno de los conciertos en Buenos Aires, a través de Canal 13 en Argentina, el concierto de Quito por Gamavisión en Ecuador, los conciertos de Lima por América Televisión en Perú, y los conciertos de Manila por el Canal 9 de RPN en Filipinas.
No existen grabaciones oficiales de dichas transmisiones, ni se realizaron lanzamientos en formatos de video por parte de la artista, aun así pueden ser vistos en numerosos videos cargados por usuarios Youtube en su plataforma, de los conciertos originalmente transmitidos por televisión.

## Curiosidades
- El tema "Amor a la mexicana" se incluyó en la última parte del tour en junio de 1997, cuando recién se había estrenado en radio dicho sencillo.
- En el concierto de Filipinas en 1997, incluyó canciones de su entonces recién lanzado álbum para ese mercado Nandito Ako, interpretando los temas en inglés "I found your love" (versión en inglés de "Gracias a Dios"), "You are still on my mind" (versión en inglés de "Quiero hacerte el amor"), el tema inédito "Tender kisses", así como los temas en la lengua local tagalo "Chika lang" (versión de la popular canción "El venao" en esa lengua), "Juana" (en tagalo), "Mariang taga barrio" (versión en tagalo de "María la del barrio")[3] y el tema que da título al disco, "Nandito Ako".

## Fechas del Tour
| Fecha                 | Ciudad        | País                 | Lugar                           |
| 1996                  | 1996          | 1996                 | 1996                            |
| --------------------- | ------------- | -------------------- | ------------------------------- |
| 29 de julio de 1996   | Lima          | Perú                 | Feria de la Molina 96           |
| 8 de agosto de 1996   | Guayaquil     | Ecuador              | Coliseo Voltaire Paladines Polo |
| 9 de agosto de 1996   | Quito         | Ecuador              | Coliseo General Rumiñahui       |
| 19 de agosto de 1996  | Manila        | Filipinas            | Folk Arts Theater               |
| 20 de agosto de 1996  | Quezón        | Filipinas            | Coliseo Smart Araneta           |
| 26 de agosto de 1996  | Yakarta       | Indonesia            |                                 |
| 1997                  |               |                      |                                 |
| 17 de enero de 1997   | León          | México               | Palenque Feria León 97          |
| 20 de febrero de 1997 | Viña del Mar  | Chile                | Festival de Viña                |
| 13 de marzo de 1997   | Quezón        | Filipinas            | Coliseo Smart Araneta           |
| 13 de junio de 1997   | Buenos Aires  | Argentina            | Teatro Gran Rex                 |
| 14 de junio de 1997   | Buenos Aires  | Argentina            | Teatro Gran Rex                 |
| 15 de junio de 1997   | Buenos Aires  | Argentina            | Teatro Gran Rex                 |
| 19 de junio de 1997   | Asunción      | Paraguay             | Estadio Club Olimpia            |
| 21 de junio de 1997   | Santo Domingo | República Dominicana | Festival Presidente             |
| 28 de julio de 1997   | Lima          | Perú                 | Feria de la Molina 97           |

## Personal
| - Representante: Yolanda Miranda. - Road Manager: Jesús Hernández. - Stage Manager: Gerardo Suárez. - Director técnico: Javier Talavera. - Coreógrafo: Kabash. - Ingeniero de iluminación: Eduardo Méndez. - Ingeniero de sala: Antonio A. Rota. - Asistente personal: Martín Cruz. - Asistente de escenario: Martín González Bravo. - Diseño de vestuario: Mitzy. - Bailarines: José López Velasco, Ismael Arriaga - Bailarines argentinos: Valeria Archimo, Gustavo Bertuol, Adriana de la Lastra, Marcelo Mangini, Fabiana Daher, Gastón Tavagnutti, Cecilia Estévez, Marcelo Ojeda. - Jefe de seguridad: Alejandro Méndez. | - Voz principal: Thalia. - Director musical: Alberto Obregón. - Coros: Nancy Arellano, Erika Martínez Verdiguel, Mario Reyes. - Batería: Pedro Galindo. - Guitarra: Daniel Ortega. - Teclado: Francisco J. Benítez. - Bajo: Francisco Morales. - Saxo: Sergio Galván. - Percusión : Héctor López. - Trombón : Erick Rodríguez. |